# Екатеринославский Английский клуб

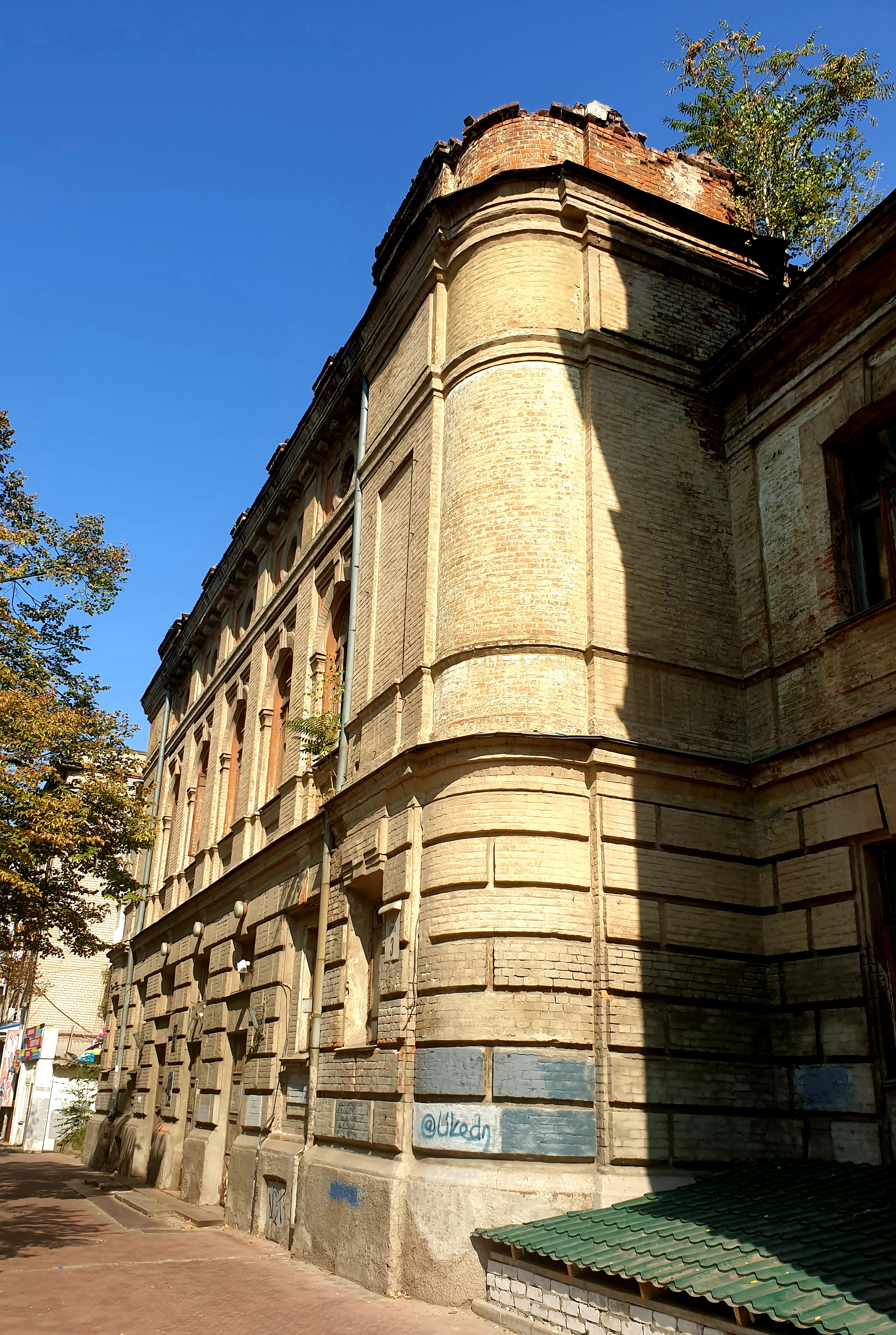
Здание Екатеринославского Английского клуба в 2020 году

Екатеринославский Английский клуб, Екатеринославский клуб, Клуб — джентльменский клуб в городе Екатеринослав (ныне — Днепр) Екатеринославской губернии Российской империи, существовавший в 1838–1920 годах. Один из английских клубов, созданных в городах империи. Основан в 1838 году для культурного досуга екатеринославского дворянства, купечества, чиновников. Со времени создания членство не ограничивалось только представителями дворянства, до некоторой степени оно было внесословным. Несколько десятилетий в распоряжении клуба не было собственного помещения, в связи с чем приходилось прибегать к аренде. В конце 1891 года, на приобретённом в 1889 году участке, по проекту архитектора Александра фон Гогена было построено собственное здание (ныне — Воскресенская улица, 3), позже признанное Памятником архитектуры национального значения Украины.
В 1913 году участниками клуба рядом с основным зданием был построен театральный корпус на 1 200 мест. Во время Первой мировой войны клуб продолжал некоторое время функционировать по первоначальному предназначению. В этот и последующий период он и его здания пережили несколько смен политических режимов, в его помещениях располагались различные организации. В 1927 году по решению Днепропетровского горисполкома здание клуба было передано для нужд Дома Красной Армии (впоследствии Дом офицеров). В этом же году в театральном корпусе разместился первый профессиональный украинский театр (ныне Днепровский национальный украинский музыкально-драматический театр имени Т. Г. Шевченко). В период немецкой оккупации в клубе размещался Украинский дом, после ликвидации которого оба главных корпуса объединились в Немецкий офицерский клуб. После освобождения Украины здания были возвращены Дому офицеров и театру. В 1990-е годы здание было предоставлено в аренду коммерческим предприятиям. С 2014 года и до начала 2020-х годов здание клуба находилось в залоге ПриватБанка. В 2021 году, после возвращения в государственную собственность, его выставляли на продажу, но за предложенную сумму желающих не нашлось. В июле 2023 года здание Дома клуба было повторно выставлено на аукцион, а в октябре того же года его приобрела компания, занимающаяся недвижимостью.

## История

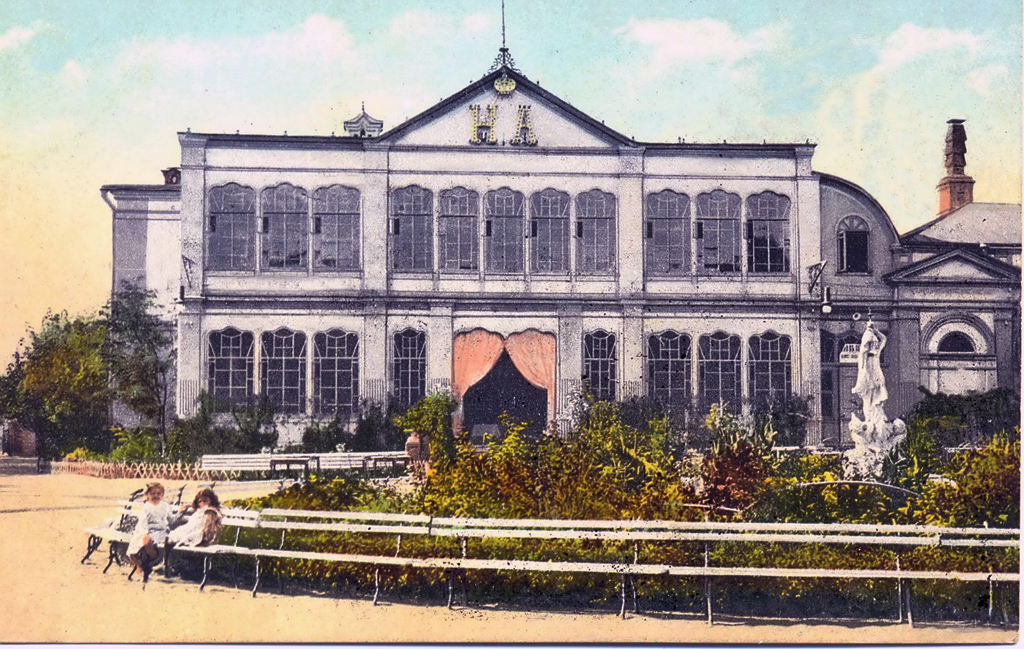
Английский клуб со стороны сада

Екатеринославский Английский клуб был основан 13 [25] декабря 1838 года постановлением екатеринославского гражданского губернатора. О начальном периоде деятельности клуба мало что известно, поскольку 29 июня 1897 года его архив сгорел во время пожара в летнем помещении, а дело № 239 «Об открытии Английского клуба» было утеряно в губернской канцелярии в начале XX века. Поэтому за дату основания принимаются сведения из первого параграфа «Устава». Согласно «Краткой исторической записке к 75-летнему юбилею Екатеринославского Клуба», составленной в 1913 году: «Основан Клуб и ведёт своё летоисчисление, согласно параграфу 1-му Устава, с 13-го декабря 1838 года». По мнению кандидата исторических наук Максима Кавуна, клуб получил название «Английский» по аналогии с другими подобными организациями Российской империи. Так, в Петербурге «Английский клуб» открылся в 1770 году, в Москве — в 1772 году. В организации таких заведений выразилась престижность английской культуры в дворянских кругах империи, причём основателями подобных клубов часто выступали англичане. При этом в Екатеринославе собственно английских традиций было крайне мало. 

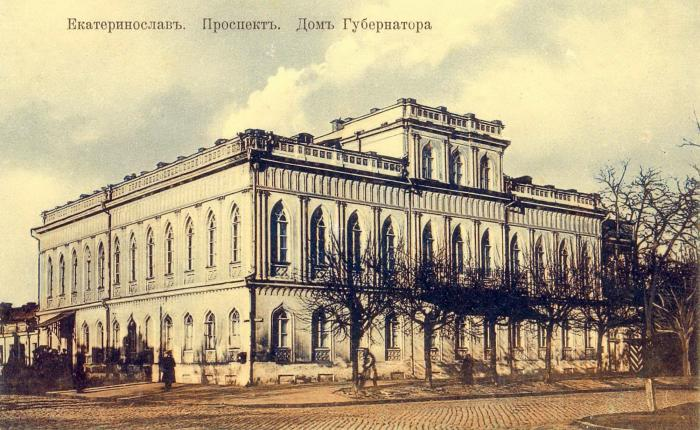
Дом губернатора в 1910 году

Согласно Уставу, первоначально клуб должен был работать только по средам и воскресеньям. По причине того, что в распоряжении общества не имелось собственного помещения, то его приходилось арендовать. Клуб собирался в дворце Потёмкина, в доме Штейна на Харьковской улице, а с 1850 года в доме майора Григория Щербакова (с 1887 года по 1917 года — Дом губернатора, с 2020 — Музей истории Днепра) на углу Екатерининского проспекта (ныне — проспект Яворницкого) и Воскресенской улицы. Это здание считалось одним из самых престижных в городе того периода. В связи с тем, что до промышленного бума в конце XIX века население Екатеринослава долгое время было малочисленно, и, как следствие, высшее общество ограничено, то с начала основания организация была внесословной, в отличие, например, от Санкт-Петербурга и Москвы. В местный клуб допускались не только дворяне, но и купцы, чиновники. В первой половине 1860-х годов в городе служил губернским архитектором Андрей Достоевский (брат знаменитого писателя), которого, по его просьбе без проволочек приняли в члены клуба. По вечерам он стал часто посещать это «злачное место». Об этом времени он позже вспоминал: «Этот клуб был тогда единственным в городе Екатеринославе, он был всесословным: тут были членами и дворяне, и чиновники, и купцы, а потому членов было, кажется, более 300 человек, и клуб благоденствовал. Много потом я видел клубов в других городах, но организованного, как в Екатеринославе 1860 – 1863 гг., я не встречал». В 1887 году по инициативе губернатора Дмитрия Батюшкова здание майора Щербакова было выкуплено у его наследников Министерством внутренних дел за 65 тыс. рублей с целью обустройства дома Екатеринославских губернаторов. В связи с такой подведомственностью за зданием закрепилось название «Дом Губернатора».
7 февраля 1887 года на общем собрании было принято решение о приобретении земельного участка и последующего строительства постоянного клубного здания. 14 марта 1889 года на общем собрании клуба был рассмотрен вопрос о покупке земельного участка у Ивана Сергеевича Ловягина, наследовавшего его у своего отца, известного купца. После протеста части членов клуба, была создана специальная комиссия для определения подходит ли место для возведения здания, так как предложенный участок находился в низине и был подвержен подтоплениям. 4 апреля того же года, после получения соответствующего заключения, собрание проголосовало об одобрении сделки. 3 мая договор был заверен у нотариуса: его сумма составила 9 тыс. рублей серебром. Для проведения строительства был проведён всероссийский конкурс на проект здания. Его победителем стал архитектор Александр фон Гоген, а его проект — под девизом «Всюду Близко» — 17 апреля 1890 года был принят постановлением общего собрания. К строительству приступили в том же году, а закончено оно было в конце 1891 года. Сооружение в эклектичном стиле обладало лучшим городским концертным залом, несколькими благоустроенными гостиными, рестораном, летними террасами и библиотекой в 10 000 книг. Находившаяся в низине улица Проточная, названная так в связи с тем, что там протекали две небольшие речки, была переименована в Клубную. Кроме того, к началу XX века в распоряжении клуба была также оранжерея и летний театр с синематографом. С момента основания членами клуба были мужчины, но на рождественские и новогодние праздники вход был открыт и для женщин. По городским меркам особо престижным считалось провести там встречу Рождества. В 1911 году в местной газете указывалось: «Совет старшин Екатеринославского Английского клуба по примеру прежних лет просит господ членов клуба с семействами, а также и знакомых их посетить клуб 1-го января 1912 г. от 1-го часа до 3-х дня, для обмена поздравлениями взамен визитов». На рождественские праздники собирались средства на обеспечение детского приюта. В связи дорогостоящими мероприятиями клуб некоторое время испытывал финансовые трудности, но благодаря демократизации и привлечению более широких слоёв населения, а также аренды, экономии, организации игр в лото и карты, сумел восстановить финансовое положение. В 1910 году бюджет по сравнению с предыдущим годом увеличился втрое и достиг рекордной суммы — 155 099 рублей, а доход вырос в девять раз — до 73 000 рублей. В здании клуба выступали многие выдающиеся исполнители: актриса Мария Заньковецкая, композиторы Антон Аренский и Александр Скрябин, певцы Фёдор Шаляпин, Леонид Собинов и др. Здесь проводили свои мероприятия общество «Просвіта», читали лекции Дмитрий Яворницкий, Дмитрий Дорошенко, Иван Акинфиев, Антон Синявский и другие.

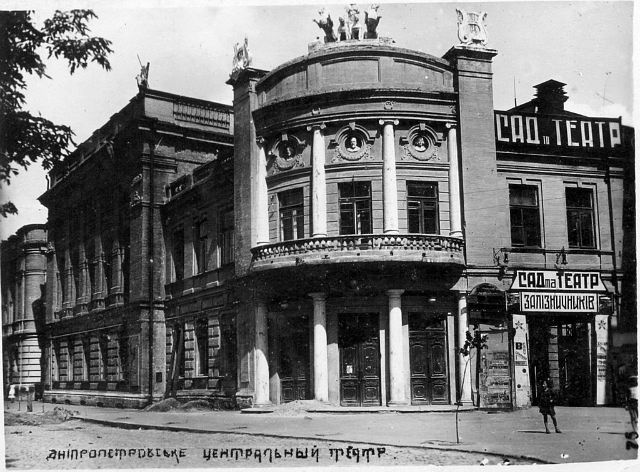
Здание театра в начале 1920-х годов

В 1913 году членами клуба состояли 634 участника. С учётом хороших финансовых показателей, было принято решение расширить свою деятельность. С этой целью по проекту гражданского инженера Александра Петровецкого в 1913 году на собственные и кредитные средства рядом с основным зданием был построен театральный корпус на 1 200 мест. Его строительство обошлось в более чем 150 тыс. рублей. Особенностью помещения было то, что пол в партере был плоский и в связи с этим мог трансформироваться в бальный зал. По поводу открытия корпуса, а также 75-й годовщины основания клуба, 13 декабря того же года было проведено торжественное юбилейное собрание и бал. Газета «Южная Заря» писала, что «новый зал оборудован согласно последнему слову техники и, между прочим, хорошо вентилируется. Сцена также снабжена всем необходимым… На сцене с успехом может подвизаться любая труппа, ибо она даже на два аршина шире сцены Зимнего театра. В будущем же сцена может быть углублена за счёт части территории клубного сада, причём в нижней части её рационально будет устроить веранду для игры в лото летом. К тому же такую веранду придётся соорудить в недалеком будущем, ибо в целях спланировки сада необходимо будет снести имеющееся старое деревянное помещение для игры в лото».
В деятельность Клуба значительные изменения внесла Первая мировая война, Революции, частые смены режимов. По причине военных ограничений деятельность общества была сильно усложнена. Так, «Южная Заря» в октябре 1914 года отмечала: «…в виду создавшегося положения администрация клубов, например, английского, выдвигает на очередь вопрос о ликвидации дальнейшей деятельности клуба, так как без наличности лото клуб не может существовать». 30 ноября 1914 года в помещениях театра Английского клуба был открыт 2-й госпиталь Екатеринославского отделения Всероссийского Союза городов, рассчитанный на 200 мест. Кроме этого, в корпусах клуба продолжалось проведение благотворительных балов, концертов, лекций, а также полуподпольно велась незаконная игра в карты. В августе 1917 года анархист Нестор Махно побывал в здании бывшего Клуба, где в то время находилась Федерация анархистов Екатеринослава и Губернский комитет большевиков. Увиденная картина его разочаровала, так как присутствующие вели себя слишком «анархистки» и практически не занимались революционными делами. «Тогда я спросил себя: для чего они отняли у буржуазии такое роскошное по обстановке и большое здание? Для чего оно им, когда здесь, среди этой кричащей толпы, нет никакого порядка даже в криках, которыми они разрешают ряд важнейших проблем революции, когда зал не подметён, во многих местах стулья опрокинуты, на большом столе, покрытом роскошным бархатом, валяются куски хлеба, головки селёдок, обглоданные кости?», — вспоминал он позже. После отступления войск Украинской Центральной Рады помещения клуба перешли под контроль «Клуба трудового юношества ІІІ Интернационала». В январе 1918 года в них стали размещаться органы Всеукраинского Центрального исполнительного комитета. В конце марта 1918 года высший законодательный, распорядительный, исполнительный и контролирующий орган государственной власти УССР покинул Екатеринослав, к которому приближались австрийские войска — союзники Украинской державы гетьмана Павла Скоропадского. В апреле 1918 года при Гетьманате Екатеринославский клуб на непродолжительное время возобновил свою работу. После установления советской власти в здании клуба размещалась Губернская партийная школа, а в театральном корпусе функционировал Центральный партклуб им. Ленина, более известный как Центральный театр. Несколько позже он был приспособлен под театр и сад железнодорожников.

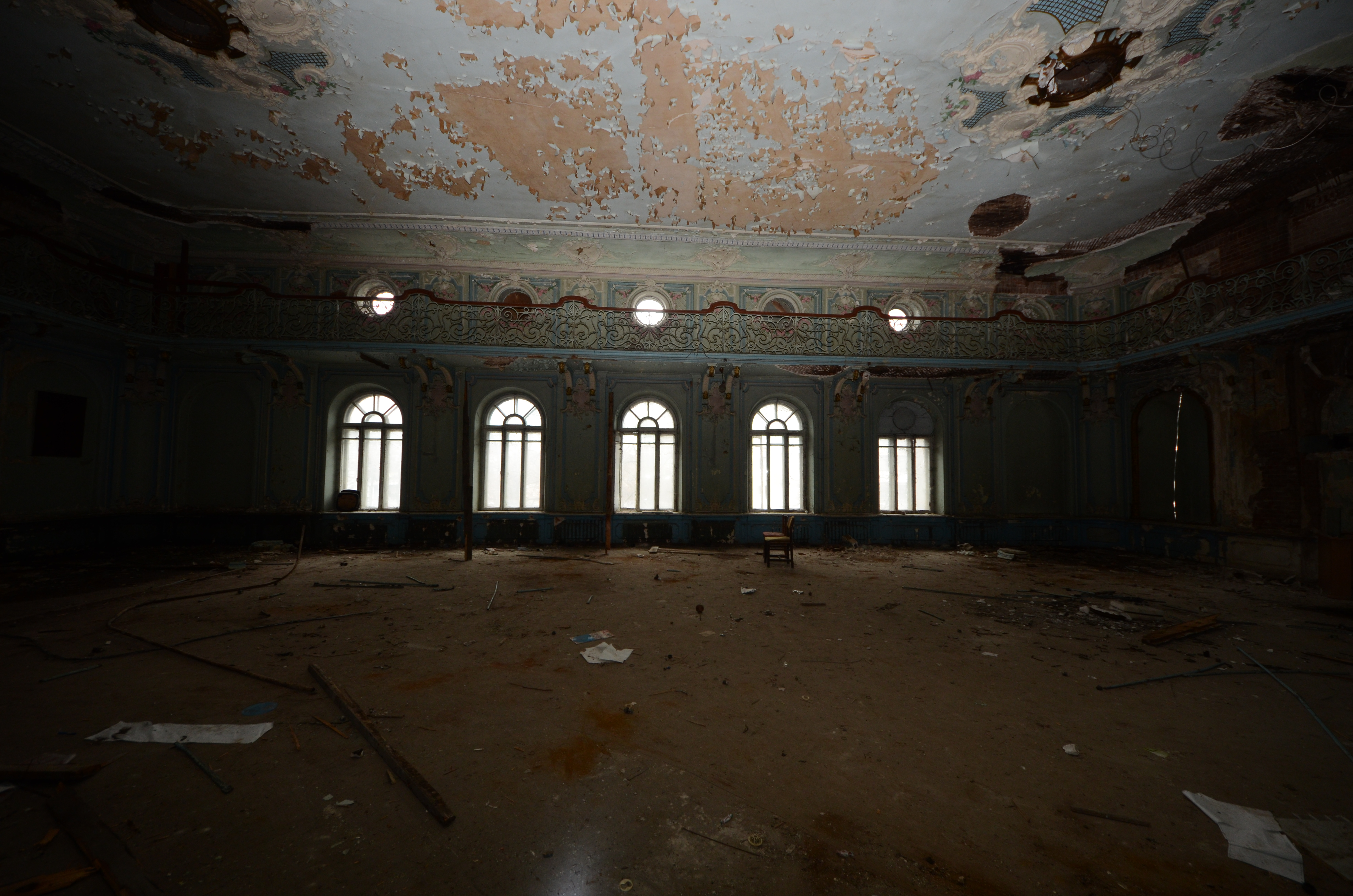
Внутреннее помещение Дома офицеров в 2018 году

В 1927 году по решению Днепропетровского горисполкома центральное здание было передано для нужд Дома Красной Армии, в связи с чем оно получило известность как Дом офицеров. В 1927 году в театральном корпусе разместился первый профессиональный украинский театр — Первый государственный украинский драматический театр им. Т. Шевченко (ныне — Днепровский национальный украинский музыкально-драматический театр имени Т. Г. Шевченко (ныне — Воскресенская улица, 5). В 1930-х годах на территории сада клуба был размещён детский комбинат. После начала немецкой оккупации во время Второй мировой войны в нём находился Украинский клуб, но в декабре 1941 года он был ликвидирован, после чего основное и театральное здания были подчинены Немецкому офицерскому клубу. После освобождения Украины здания вновь быль переданы гарнизонному Дому офицеров и театру им. Шевченко. Постановлением Совета Министров УССР от 06.09.1979 № 442 «Дом клуба» был включён в Список памятников градостроительства и архитектуры Украинской ССР, находящиеся под охраной государства (ныне — Памятник архитектуры национального значения, с сохранением первоначального номера — 1073).
В 1990-е годы помещения Дома офицеров сдавались коммерческим структурам, а само здание подверглось перепланировке. В 2000-е годы здание, являющееся памятником архитектуры Украины, было заброшено, находилось в аварийном состоянии, постепенно разрушалось и требовало реконструкции. С 2014 года и до начала 2020-х годов находилось в залоге ПриватБанка и использовалось под его нужды. В 2021 году, после перехода собственности к государству, его выставляли на продажу, но покупателя тогда, так и не было найдено. В июле 2023 года здание было повторно выставлено на аукцион. 3 октября 2023 года здание приобрела компания ООО «ПРОМТЕНС», предложившая более 10 000 000 гривен.